# Anomalistično leto
Anomalistično leto je čas, ki ga Zemlja na poti okrog Sonca potrebuje da dvakrat zaporedoma preide isto apsidno točko (prisončje ali odsončje).
Dolžina anomalističnega leta je 365 dni 6 h 13 m 53,0 s.
Anomalistično leto je daljše kot sidersko leto in tropsko leto, ker se apsidnica vrti proti vzhodu. Vsako leto se zavrti za 0,032365925°.
Ime ima osnovo v izrazu »anomalija«, ker je definicija anomalističnega leta osnovana na motnjah, ki jih povzročajo druga nebesna telesa.